# Putzmühle (Kirchenthumbach)
Putzmühle ist ein Gemeindeteil des oberpfälzischen Marktes Kirchenthumbach.

## Geografie

### Lage
Die Einöde befindet sich im Norden der Fränkischen Alb und sechs Kilometer westnordwestlich der Ortsmitte von Kirchenthumbach. Die nächste größere Stadt ist das etwa 21 Kilometer nordnordwestlich gelegene Bayreuth. Putzmühle liegt am südwestlichen Fuß eines Hochplateaus und unmittelbar nördlich des Goldbrunnenbaches.

### Nachbarorte
Die Nachbarorte sind (von Norden beginnend im Uhrzeigersinn): Thurndorf im Nordnordosten, Pechhaus im Ostnordosten, Bärmühle im Ostsüdosten, Neuzirkendorf im Südosten, Hagenohe im Südsüdwesten, Ranzenthal im Südwesten, Haunzamühle im Westen, Unteraichamühle im Westsüdwesten und Oberaichamühle im Nordnordwesten.

## Geschichte
Das bayerische Urkataster zeigt Putzmühle in den 1810er Jahren mit einer Herdstelle und drei größeren Nebengebäuden. Vor der Gebietsreform in Bayern war Putzmühle ein Teil der Gemeinde Thurndorf, die dem ehemaligen Landkreis Eschenbach angehörte und im Rahmen der Gebietsreform in den Markt Kirchenthumbach eingemeindet wurde.

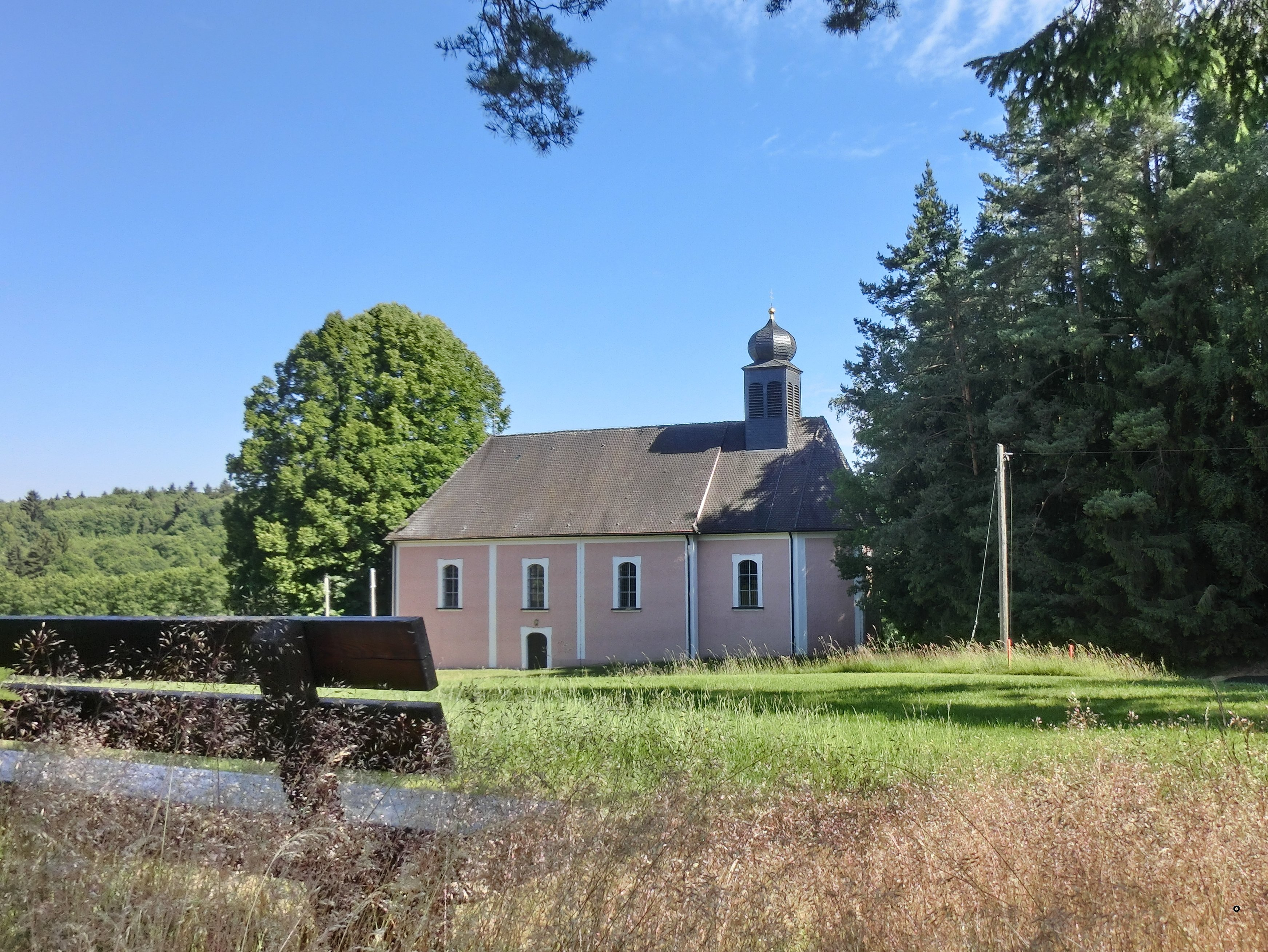
Die ungefähr 150 Meter südlich von Putzmühle gelegene Wallfahrtskirche St. Laurentius am Weißen Brunnen

## Kultur und Sehenswürdigkeiten

### Bauwerke
Südlich des Goldbrunnenbaches und etwa 150 Meter von Putzmühle steht die Wallfahrtskirche St. Laurentius am Weißen Brunnen (Standort), eine Saalkirche mit Walmdach und Dachreiter. Das denkmalgeschützte Bauwerk wurde 1736–39 unter Federführung von Balthasar Neumann errichtet und ist mit der Aktennummer D-3-74-129-32 des BLfD versehen.
- Liste der Baudenkmäler in Putzmühle